# Napoleon Bonaparte
Napoléon Bonaparte (wym. fr. [napoleˈɔ̃ bɔnɑˈpaʁt], wł. Napoleone Buonaparte, ur. 15 sierpnia 1769 w Ajaccio na Korsyce, zm. 5 maja 1821 w Longwood na Wyspie Św. Heleny) – francuski wojskowy i polityk pochodzenia włoskiego, głowa państwa – najpierw I Republiki Francuskiej jako Pierwszy Konsul w latach 1799–1804, a potem głowa I Cesarstwa Francuskiego jako cesarz Francuzów Napoleon I w latach 1804–1814. Książę Elby w latach 1814–1815 i ponownie cesarz Francuzów w roku 1815. Prezydent Republiki Włoskiej (1802–1805), a następnie król Królestwa Włoch (1805–1814); protektor Związku Reńskiego (1806–1813), a przez to faktyczny zwierzchnik Księstwa Warszawskiego.
Zaczynał karierę jako dowódca artylerii w wojskach rewolucji francuskiej, walczący z paryskim powstaniem rojalistów, z Monarchią Habsburgów i z Królestwem Wielkiej Brytanii. Obalił francuskie rządy Dyrektoriatu przez zamach stanu, wprowadził nową konstytucję i kontynuował walkę z Austrią, zdobywając nowe ziemie. Jako cesarz kontynuował walki z Austrią i Wielką Brytanią, a także sprzymierzoną z nimi carską Rosją, zdobywając m.in. tereny I Rzeszy Niemieckiej, dalsze części Półwyspu Apenińskiego oraz Bałkanów. Walki z dotychczasowymi wrogami oraz z Królestwem Prus i Królestwem Szwecji przyniosły mu tereny tego pierwszego państwa, z których utworzył Księstwo Warszawskie. Walczył z Wielką Brytanią także gospodarczo, za pomocą embarga znanego jako blokada kontynentalna. Obalił również władze Hiszpanii i Portugalii, wprowadzając tam przychylne mu rządy. Za pomocą Wielkiej Armii najechał na Rosję, jednak jego fiasko skończyło się abdykacją, wygnaniem i pierwszą restauracją Burbonów. Wrócił do rządów w czasie znanym jako 100 dni Napoleona, jednak jego przegrana walk z Wielką Brytanią i Prusami skończyła się pojmaniem przez Brytyjczyków, ostatecznym uwięzieniem i drugą restauracją Burbonów. Mimo finalnej porażki Napoléon Bonaparte uchodzi za jednego z najwybitniejszych dowódców wojskowych w dziejach i bywa nazywany geniuszem wojny. Walki Francji pod przywództwem Bonapartego są znane jako wojny napoleońskie. Wywarły wpływ na niemal całą Europę, skutkując między innymi utworzeniem Cesarstwa Austrii, upadkiem I Rzeszy Niemieckiej i kongresem wiedeńskim, na którym powołano Związek Niemiecki.
Bonaparte to także wpływowy reformator polityczny, kontynuujący pewne cele rewolucji francuskiej. We Francji i na podbitych terenach wprowadził kodeks cywilny znany jako Kodeks Napoleona, wprowadzający m.in. wolność religijną, świeckość państwa i małżeństwa cywilne z możliwością rozwodu. Kodeks ten był wzorcem dla przepisów innych państw, a jego niektóre zapisy obowiązywały w Polsce jeszcze po II wojnie światowej. Napoleońskie wojny i reformy przyczyniły się do upadku feudalizmu w Europie i zastąpienia go kapitalizmem. Rządy i poglądy Bonapartego i jego kontynuatorów są znane jako bonapartyzm i uznawane za nowożytną formę cezaryzmu.
Bonaparte jest jedną z najważniejszych postaci w historii Francji i świata. Pozostaje kontrowersyjny – bywa nazywany mężem stanu, ale też dyktatorem wojskowym i despotą. Niemiecki filozof Friedrich Nietzsche odwoływał się do tej postaci w swojej koncepcji nadczłowieka.

## Życiorys

### Pochodzenie i lata szkoły

Herb rodu Buonaparte

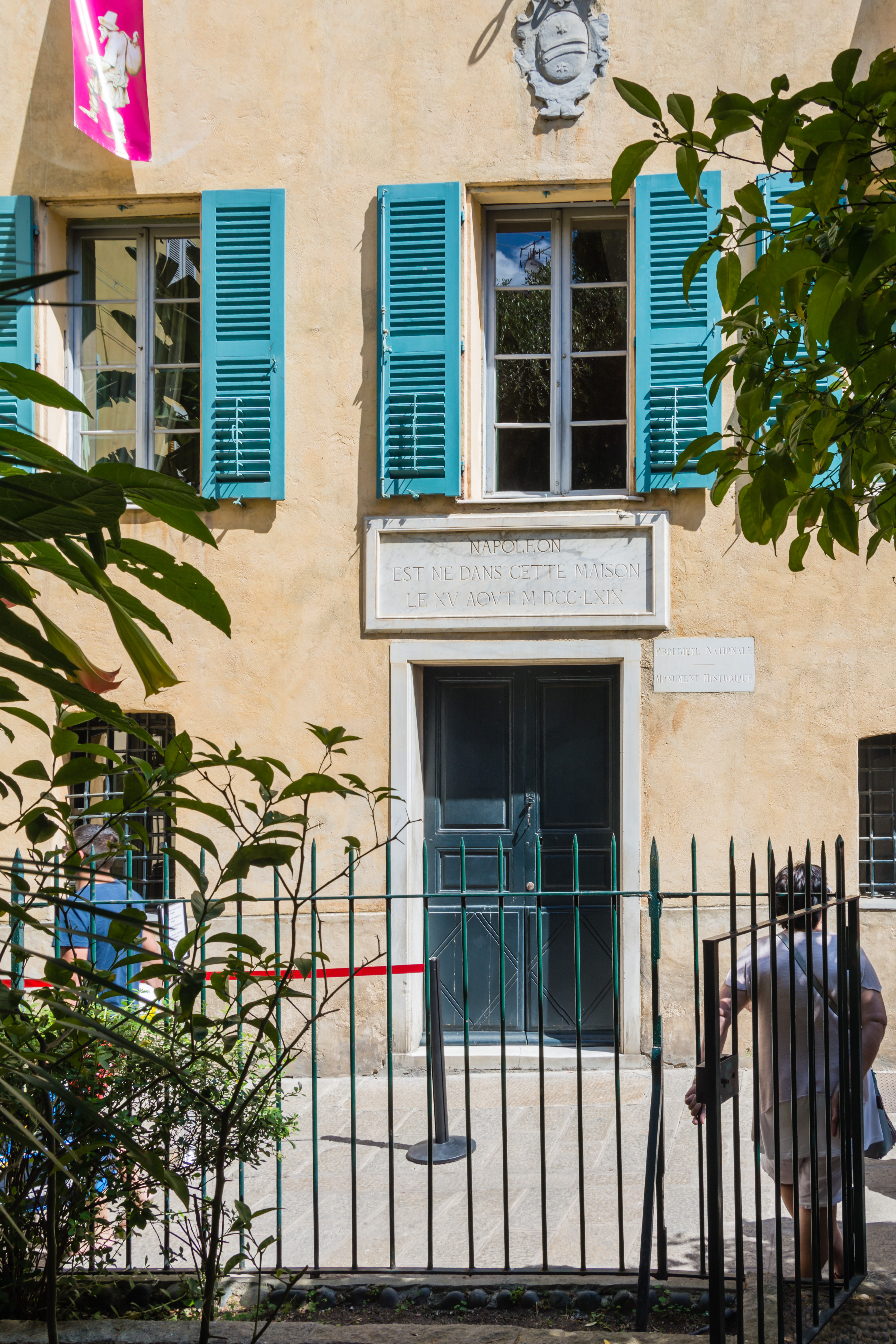
Maison Bonaparte (Casa Buonaparte) w Ajaccio – dom rodzinny i miejsce narodzin Cesarza

Napoleon jako porucznik

Urodził się jako Napoleone Buonaparte w Ajaccio na Korsyce w szlacheckiej rodzinie pochodzenia włoskiego. Syn Carla Marii Buonapartego i jego żony Letycji. Miał liczne rodzeństwo: braci Józefa, Ludwika, Lucjana i Hieronima, oraz trzy siostry: Karolinę Bonaparte-Murat, Paulinę Bonaparte-Borghese i Elizę Bonaparte-Baciocchi. 21 lipca 1771 roku został ochrzczony jako katolik, w katedrze Ajaccio. Napoleon zaczął kwestionować swoją wiarę w wieku 13 lat. Biografowie opisywali go jako deistę. Buonapartowie mieszkali w swoim rodzinnym domu, zwanym Maison Bonaparte.
W styczniu 1779 został zapisany do seminarium duchownego w Autun, gdzie przez trzy miesiące uczył się języka francuskiego. Rektor seminarium, ksiądz Chardon wspominał go jako poważnego i zamyślonego. Nie nauczył się jednak poprawnej wymowy francuskiej i mówił z korsykańskim akcentem. Dzięki protekcji gubernatora Korsyki, 23 kwietnia 1779 roku został przyjęty do szkoły wojskowej w Brienne-le-Château. Był jednym z pięćdziesięciu królewskich stypendystów – na łączną liczbę stu dziesięciu uczniów. Wykładane przedmioty to między innymi matematyka, łacina, francuski, niemiecki, historia, geografia, fizyka, budowa fortyfikacji, uzbrojenie, szermierka, taniec i muzyka. Tam zyskał opinię samotnika, który wolał naukę od towarzystwa lepiej sytuowanych kolegów. Jego ulubionym zajęciem było czytanie książek. Często zaszywał się w bibliotece i studiował dzieła Polibiusza, Plutarcha, Flawiusza Arriana i Kwintusa Rufusa.
Od 1784 kontynuował naukę w l’École Militaire w Paryżu. Po zakończeniu nauki w 1786 ze stopniem podporucznika został przydzielony do służby w artylerii. Po śmierci ojca, w wieku 16 lat zajął się bratem Ludwikiem, który odtąd z nim mieszkał w różnych koszarach i pobierał od niego nauki.

### Początki kariery wojskowej
Po wybuchu rewolucji francuskiej Bonaparte nie od razu ją poparł. Zgłosił się do korsykańskich powstańców Paolego, w konsekwencji odmowy przyjęcia przeszedł na stronę francuską. W kwietniu 1791 został awansowany na porucznika. Kiedy Paoli w maju 1793 wywołał antyfrancuskie powstanie, rodzina Bonapartych musiała uciekać z wyspy.

#### Oblężenie Tulonu
W lipcu 1793, Bonaparte opublikował pro-republikański pamflet pt. Le souper de Beaucaire (Kolacja w Beaucaire), którym zjednał sobie wsparcie Augustyna Robespierre’a, młodszego brata lidera Rewolucji, Maksymiliana Robespierre’a. Z pomocą swojego korsykańskiego znajomego, Antoine’a Christophe’a Salicetiego, Bonaparte został zaprzysiężony kapitanem artylerii sił rewolucyjnych podczas oblężenia Tulonu.
Zaadaptował plan obsadzenia artylerią wzgórza niedaleko miasta w celu dosięgnięcia nabrzeża miasta i zmuszenia do odwrotu Anglików, którzy bronili miasta z morza. Atak z tej pozycji umożliwił zajęcie miasta, jednak w trakcie natarcia Napoleon został ranny w udo. Dzięki temu sukcesowi został mianowany generałem brygady mając zaledwie 24 lata. Będąc zauważonym przez Komitet Ocalenia Publicznego, został przydzielony do wojsk artyleryjskich w Armii Włoch.
Napoleon, czekając na potwierdzenie swoich apanaży z Armii Włoch, przeprowadzał inspekcje nadmorskich fortyfikacji niedaleko Marsylii. Opracował także plany ataku na Królestwo Sardynii, jako część francuskiej odpowiedzi na działania Pierwszej Koalicji. Augustyn Robespierre i Saliceti byli gotowi wysłuchać propozycji świeżo mianowanego generała.
Francuska armia przeprowadziła plan Napoleona w bitwie pod Saorgio w kwietniu 1794, zajmując tereny Królestwa Sardynii w Piemoncie, na wysokości górskiego miasta Ormea. Z tej pozycji Armia Francuska idąc na zachód oflankowała Armię sardyńsko-austriacką zlokalizowaną wokół Saorge. Po tej kampanii, Augustin Robespierre wysłał generała Bonaparte z misją dyplomatyczną do Genui w celu zbadania intencji Republiki wobec Francji.

### 13 Vendémiaire
Po upadku jakobinów, z którymi był związany, znalazł się chwilowo w więzieniu, a potem przez kilkanaście miesięcy pozostawał bez przydziału. Dopiero lider Dyrektoriatu Paul Barras, który pamiętał Napoleona z okresu oblężenia Tulonu, powołał go do objęcia dowództwa nad oddziałami broniącymi Republiki w czasie rojalistycznego powstania 13 Vendémiaire (5 października 1795). Pozwoliło to Napoleonowi kolejny raz wykazać się skutecznością, przez zastosowanie w walkach ulicznych artylerii. Po tym wydarzeniu został mianowany dowódcą wojsk wewnętrznych i generałem dywizji.
9 marca 1796, mając 27 lat, poślubił owdowiałą arystokratkę Józefinę de Beauharnais, która po śmierci swojego męża była kochanką Barrasa i kilku innych wpływowych polityków. To wówczas zmienił nazwisko, nadając mu francuską pisownię i wymowę. Kilka dni po ślubie z Józefiną, Napoleon objął dowództwo nad wojskami francuskimi walczącymi z Austriakami na terytorium północnej Italii i spekulowano, że stało się tak dzięki znajomościom Józefiny.

### Kampanie we Włoszech i Egipcie

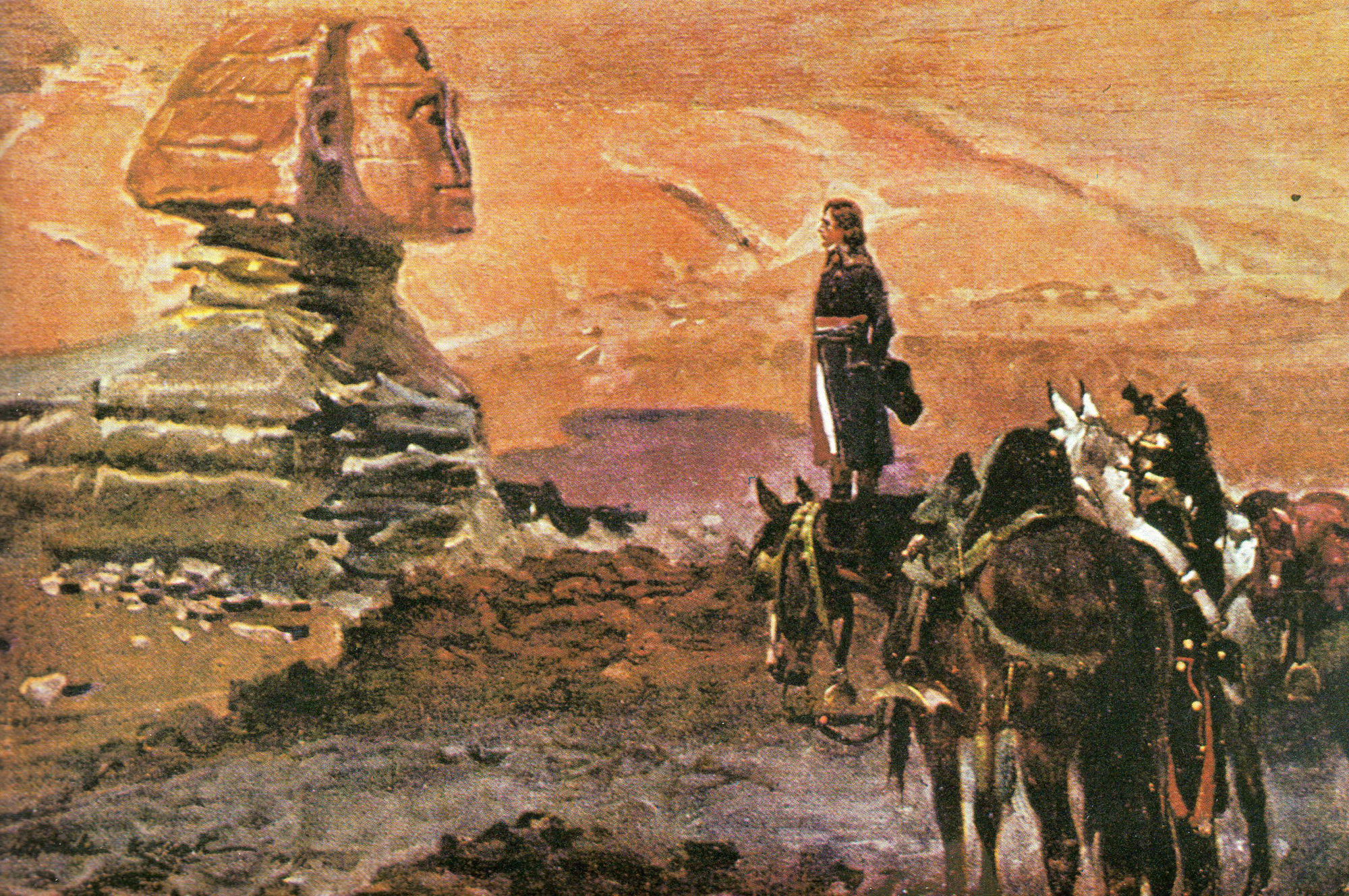
Wojciech Kossak, Napoleon w Egipcie

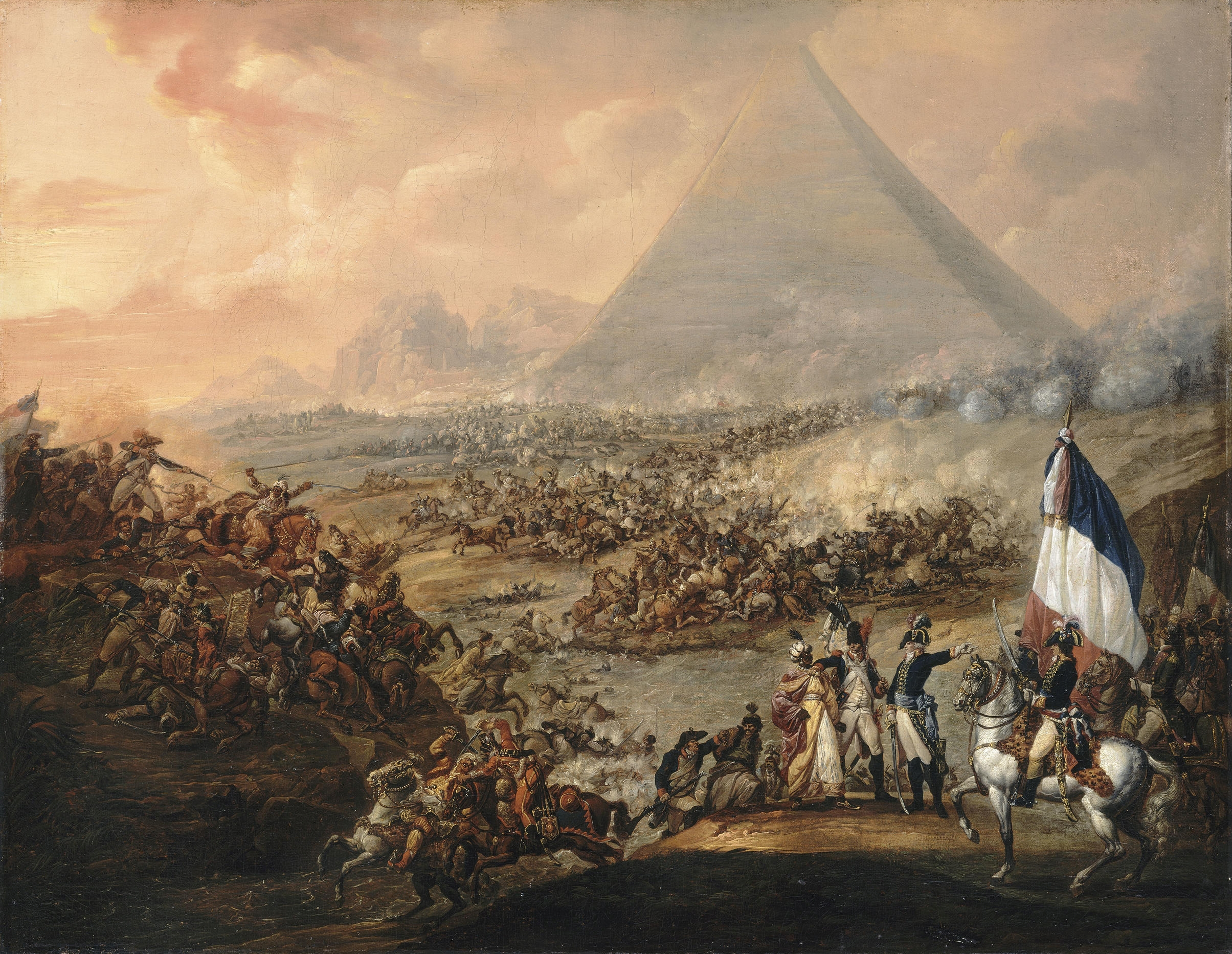
François-Louis-Joseph Watteau, Bitwa pod piramidami

W latach 1796–1797 Napoleon odniósł we Włoszech sukcesy militarne, pokonał Austriaków oraz Sardyńczyków i narzucił im pokój w Campo Formio w 1797 roku. Pod jego rozkazami służyły Legiony Polskie dowodzone przez generała Jana Henryka Dąbrowskiego.
W 1797 roku trwała wciąż wojna Francji z Monarchią Brytyjską, ostatnim państwem I koalicji antyfrancuskiej, zawiązanej w 1793 roku przeciwko rewolucji we Francji. By zmusić Wielką Brytanię do zakończenia wojny, Napoleon Bonaparte zaproponował podbicie Indii – perły Korony Brytyjskiej. W tym celu Napoleon ruszył na Egipt, mający być przyszłą bazą wypadową do ataku na Indie. Wyprawa egipska doszła do skutku w maju 1798 roku. Wzięło w niej udział 38 tysięcy marynarzy i żołnierzy oraz 175 uczonych i artystów, którzy mieli badać kulturę i historię Egiptu. Ich zasługą było odkrycie na nowo dla Europy historii starożytnego Egiptu.
Po sukcesach, jakimi było zajęcie Malty i Dolnego Egiptu z Aleksandrią, w bitwach pod Abukirem i pod piramidami, wojska ekspedycyjne spotykały same niepowodzenia:
- upiorny klimat,
- choroby tropikalne,
- zniszczenie floty francuskiej admirała Bruey’ego 2 sierpnia przez eskadrę angielskich okrętów admirała Nelsona u ujścia Nilu,
- powstanie ludności w Kairze,
- ingerencja wojsk tureckich,
- zajęcie Malty przez Anglików.

Ostatecznie Francuzi zmuszeni zostali przez siły turecko-angielskie do kapitulacji w 1801 roku.

### Zamach stanu 18 brumaire’a
Napoleon, nie czekając na ostateczne zakończenie kampanii, powrócił do Francji. Katastrofalny autorytet rządzącego wówczas we Francji dyrektoriatu dawał wielkie nadzieje wszelkiego typu spiskowcom i zamachowcom. Rząd był zbyt skorumpowany i niekompetentny, aby poradzić sobie z problemami, jakie dotknęły państwo, m.in.:
- wojna z drugą koalicją antyfrancuską (Wielka Brytania, Turcja, Portugalia i Austria);
- powstania rojalistów w Prowansji i Wandei;
- powszechna korupcja;
- rozboje na drogach dokonywane przez dezerterów z armii francuskiej;
- blokada morska ustanowiona przez Royal Navy.

Pomysł przejęcia władzy na drodze zamachu stanu wyszedł od księdza Emanuela Sieyèsa, który wszedł do dyrektoriatu w maju 1799 roku, razem z nim spiskował inny dyrektor Roger Ducos, były minister spraw zagranicznych Charles Talleyrand, a także szef policji Joseph Fouché. Napoleon miał z początku jedynie poprzeć zamach wojskiem i swym autorytetem, jakim cieszył się wśród paryżan. Początkowo wybrano do tego zadania generała Jouberta, ale ten zginął w bitwie pod Novi 15 sierpnia 1799 roku, wśród konspiratorów wstawił się za Bonapartem Talleyrand.
Zamach stanu miał się odbyć 16 i 17 brumaire’a (7 i 8 listopada), ostatecznie jednak przesunięto go na 9 i 10 listopada. Pierwszego dnia Napoleon spotkał się o szóstej rano z sześćdziesięcioma oficerami 17 Okręgu Wojskowego oraz adiutantami z Gwardii Narodowej, wtedy „dobitnie przedstawił im rozpaczliwe położenie Republiki i poprosił o to, aby udowodnić swoje przywiązanie do jego osoby, składając przysięgę wierności obu izbom”. Mniej więcej w tym samym czasie, w pałacu Tuileries, przegłosowano mianowanie Napoleona dowódcą 17 Okręgu Wojskowego i Gwardii Narodowej oraz przeniesiono mające się odbyć następnego dnia obrady izb ustawodawczych do Saint-Cloud. Udało się to zrobić dzięki zwołaniu obrad o niesamowicie wczesnej porze i niepowiadomieniu członków Rady Starszych przeciwnych Napoleonowi. Następnie Bonaparte przybył osobiście do izby ustawodawczej i wygłosił przemówienie, w którym odwołał się do jedności narodowej Francuzów i które zostało bardzo ciepło przyjęte. Jeszcze tego dnia ze swych stanowisk ustąpili Ducos i Sieyès.
Nazajutrz 10 listopada obie izby ustawodawcze zebrały się na obradach w Saint-Cloud, przybył tam także Napoleon, by przemówić do Rady Starszych i Rady Pięciuset i przekonać ich do porzucenia konstytucji roku 3. Tego dnia bowiem przekupstwem i groźbami zmuszono pozostałych dyrektorów do ustąpienia ze stanowiska, powstała więc próżnia we władzy. Tak brzmiała jego (bardzo dobrze przyjęta) przemowa do Rady Starszych:
„Jesteście na wulkanie. Republika nie ma już rządu; dyrektoriat został rozwiązany, frakcje się miotają. Nadszedł czas decyzji. Wezwaliście mnie i moich towarzyszy broni, żebyśmy wsparli waszą mądrość, ale czas jest cenny. Musimy zdecydować. Wiem, że mówimy o Cezarze, o Cromwellu, jakby obecną chwilę można było porównać do wydarzeń z przeszłości. Ale tak nie jest, a ja pragnę jedynie bezpieczeństwa Republiki i chcę wspierać decyzje, jakie zamierzacie podjąć”.
Następnie próbował przemówić do Rady Pięciuset, ale nie dano mu dojść do głosu i musiał uciekać pod osłoną grenadierów. Słychać wtedy było takie okrzyki jak: „Precz z tyranem!”, „Cromwell!”, „Wyjąć go spod prawa!”. Wtedy Napoleon i Lucjan, jego brat, pozyskali wsparcie 400 żołnierzy ochraniających Ciało Prawodawcze. W tym celu musieli odegrać istne przedstawienie, w którym Lucjan mierzył szpadą w Napoleona, mówiąc, że gdyby chciał sięgnąć po władzę, osobiście by go zabił. Przekonywali żołnierzy, że większość deputowanych Rady Pięciuset została sterroryzowana przez garstkę „fanatyków na angielskim żołdzie”. Do sali wdarło się wojsko pod wodzą Murata i rozpędziło przeciwników Bonapartego, następnie Lucjan, przewodniczący posiedzeniu, zebrał ok. 50 członków Rady i przegłosował odpowiednie ustawy: Ducosa, Sieyèsa i Napoleona mianowano tymczasowymi konsulami, a także zawieszono obrady izby ustawodawczej i wyrzucono z niej 61 przeciwników nowego reżimu. Nowa konstytucja miała zostać opracowana przez komisję łącznie 50 deputowanych z obu izb ustawodawczych, ale prawdopodobnie została opracowana już wcześniej przez Sieyèsa.

### Pierwsze rządy Napoleona we Francji

#### Konsulat

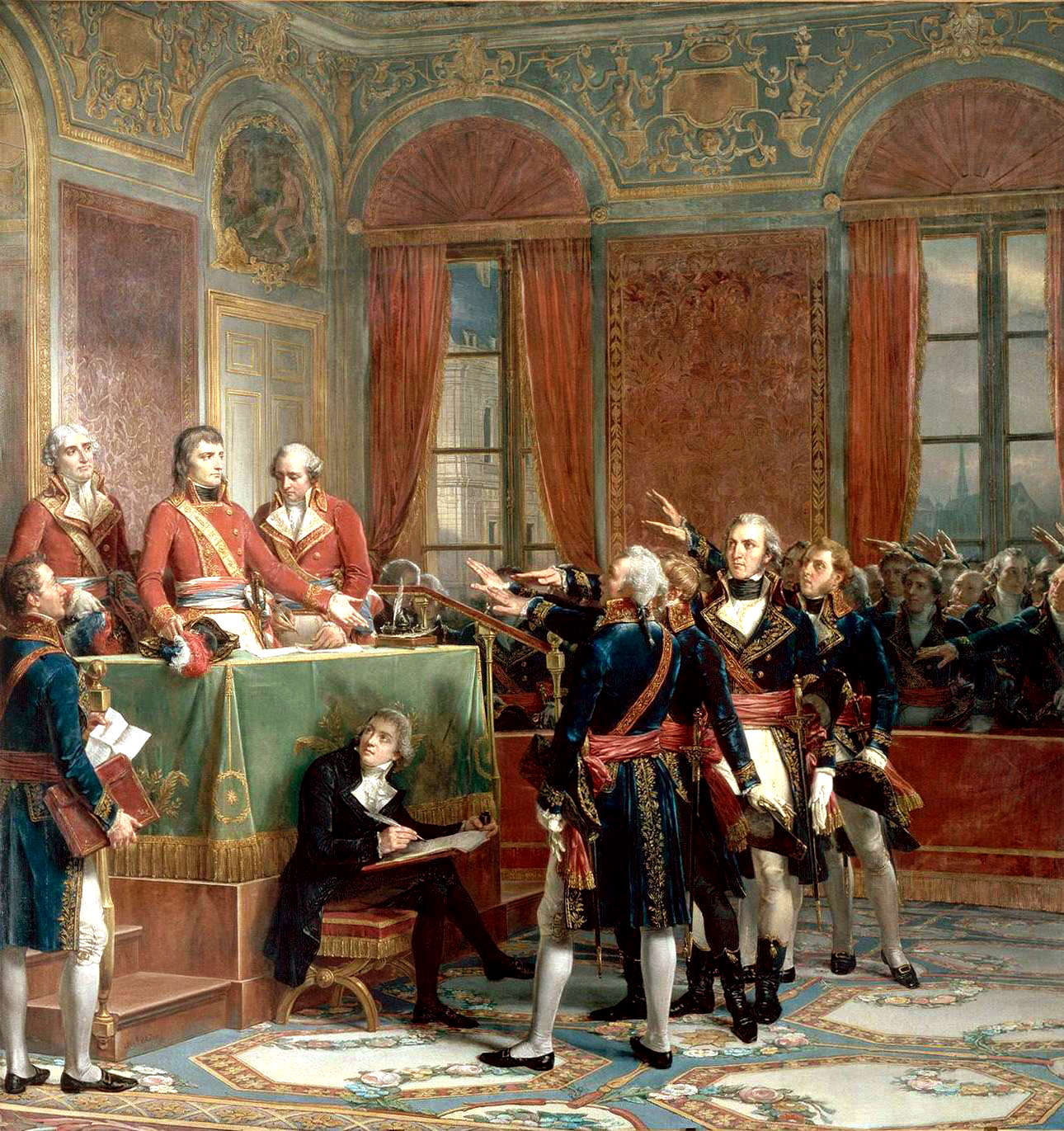
Bonaparte jako pierwszy konsul

Po przejęciu władzy dyktatorskiej we Francji, Napoleon Bonaparte działał bardzo energicznie. Przede wszystkim, starając się o uzyskanie poparcia arystokracji, ogłosił amnestię dla rojalistycznych emigrantów. Mogli oni wracać do kraju, ale zarekwirowanych w trakcie rewolucji majątków im nie zwrócono. Podobnie, normując stosunki z Kościołem katolickim przez zawarcie w 1801 roku nowego konkordatu, Napoleon zastrzegł w nim nienaruszalność dokonanych rekwizycji i sprzedaży dóbr kościelnych. Poza tym, konkordat był korzystny dla Kościoła:
- ustalał pensje dla biskupów;
- wprowadzał naukę religii do szkół państwowych;
- ułatwiał budowę nowych kościołów i szkół kościelnych.

Napoleon wprowadził szereg reform usprawniających funkcjonowanie państwa. Wprowadził także we Francji po raz pierwszy na świecie obowiązek nieodpłatnej nauki w szkołach publicznych dla ludzi obu płci wszystkich stanów. Przyjęcie zasady nominacji sędziów i zaostrzenie walki z rozbojami, fałszerstwami itp. zaowocowało ograniczeniem korupcji i szybkim wzrostem bezpieczeństwa publicznego. Reforma administracji państwowej, w tym ustanowienie instytucji prefektów w departamentach i merów w gminach, utrzymała się do dziś. Tak samo trwały okazał się Kodeks Cywilny z 1804 roku, uznawany przez wielu badaczy za jego największy sukces. Ustalał on podstawy ustroju: wolność osobistą, równość wszystkich obywateli wobec prawa, laicyzację, nienaruszalność własności prywatnej. Kodeks ten został przyjęty w wielu państwach, m.in. w Księstwie Warszawskim.
Zreformowanie urzędów skarbowych i wprowadzenie podatków pośrednich od soli, tytoniu i alkoholi przyczyniło się do szybkiej poprawy finansów państwa, co umożliwiło np. wypłatę rent. Poważnym wsparciem dla skarbu państwa była sprzedaż w 1803 roku Stanom Zjednoczonym za 15 milionów dolarów terytorium Luizjany (Zakup Luizjany), w środkowej części Ameryki Północnej. Napoleon wiedział, że i tak nie zdołałby utrzymać tych rozległych terenów, a zarazem chciał skoncentrować armię na arenie europejskiej. Była to największa w dziejach sprzedaż nieruchomości, dzięki której Stany Zjednoczone powiększyły swe terytorium o przeszło dwa miliony kilometrów kwadratowych.

#### Cesarz Francuzów

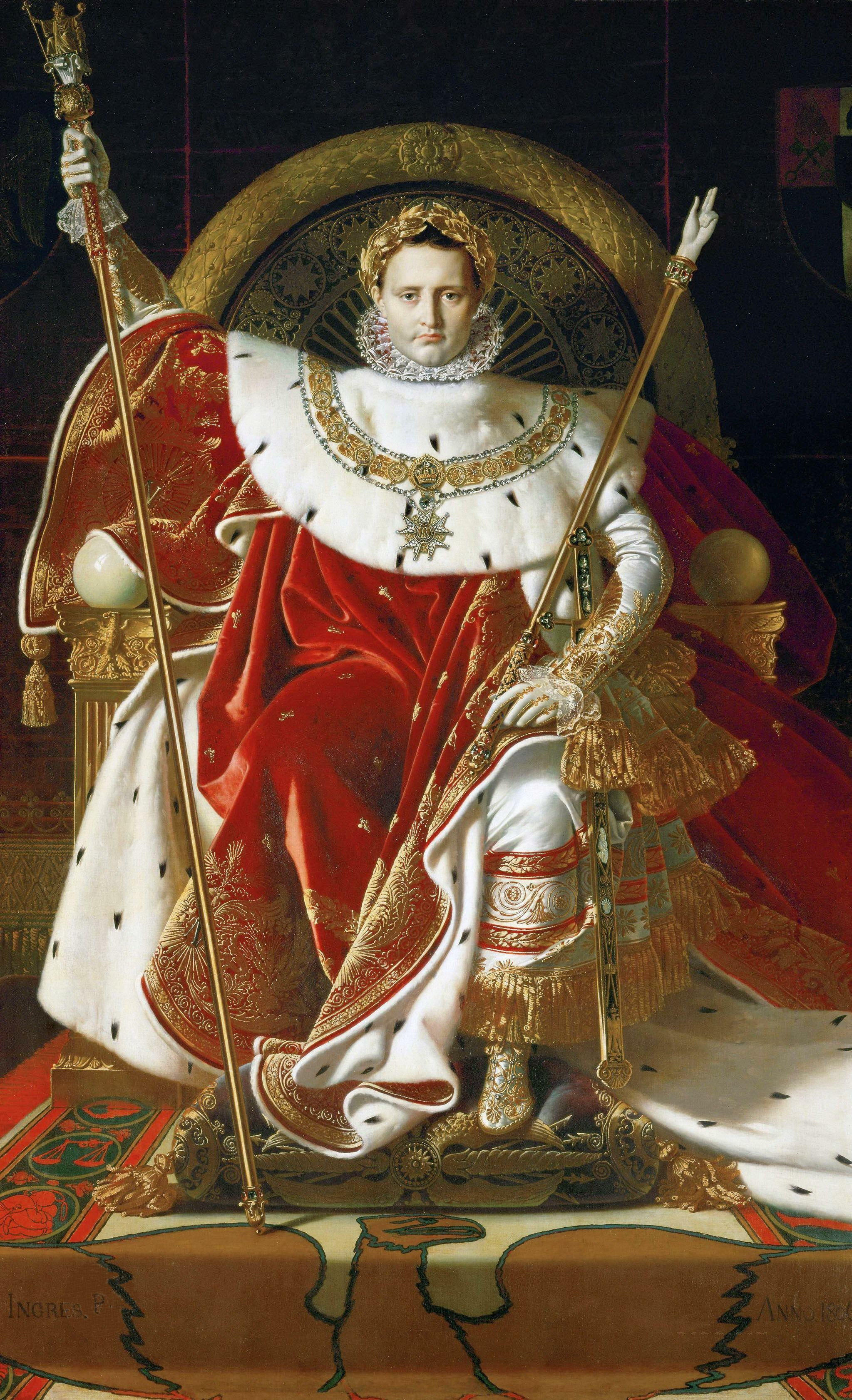
Jean-Auguste-Dominique Ingres, Napoleon na tronie cesarskim

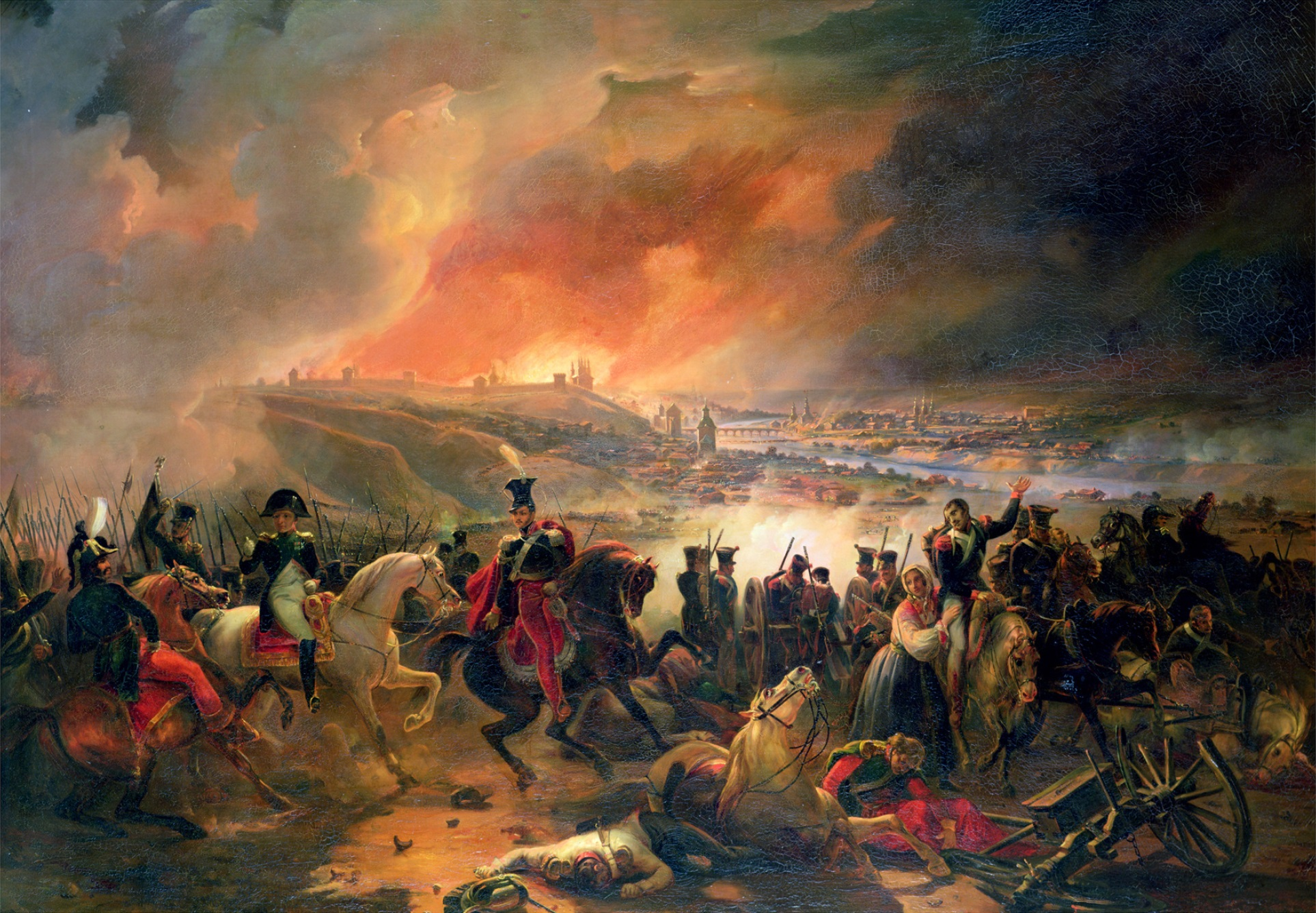
Napoleon i książę Józef Poniatowski pod Smoleńskiem 17 sierpnia 1812

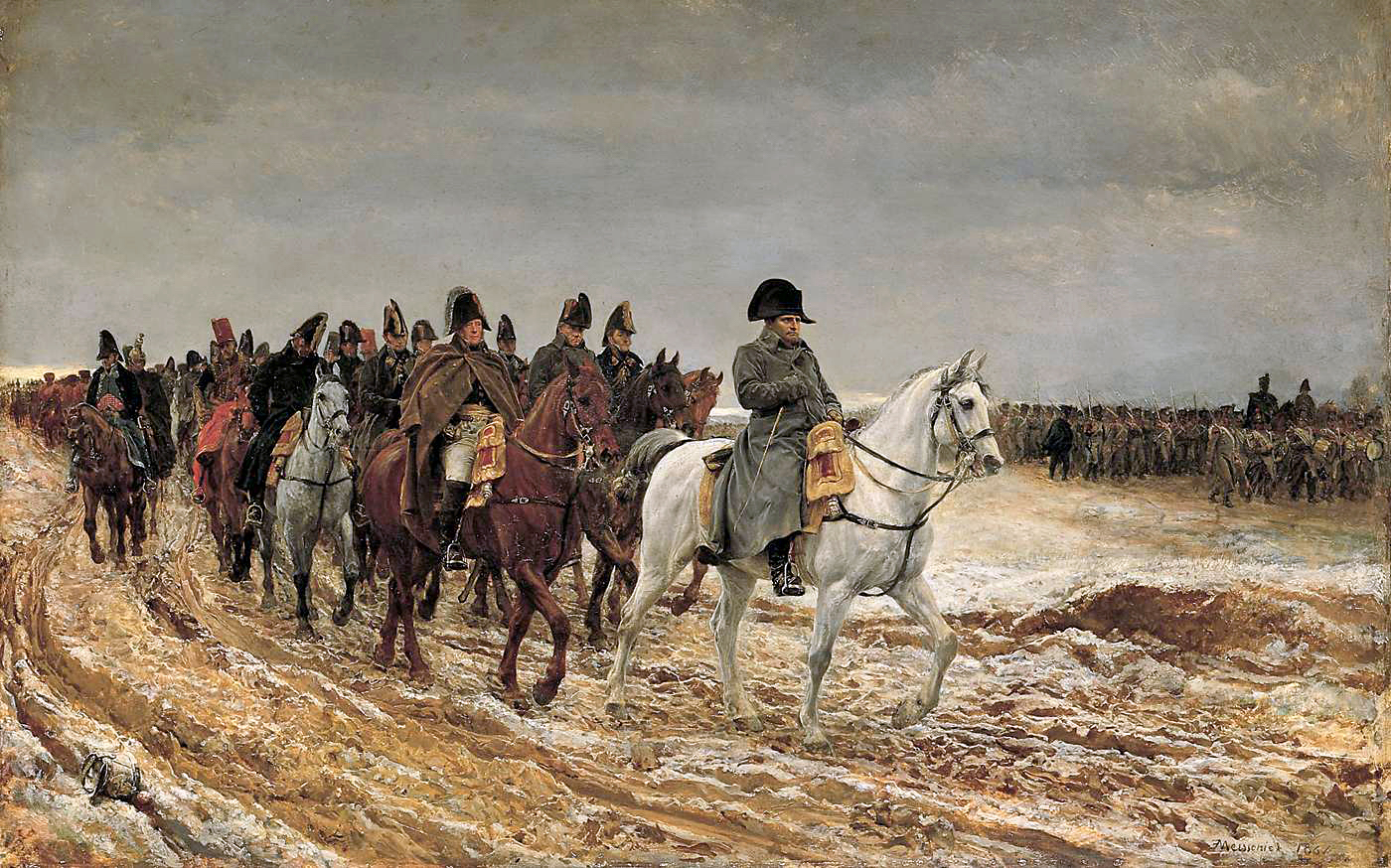
„Rok 1814”, mal. Jean Meissonier, 1864

Dla utwierdzenia swej władzy, po ogólnokrajowym plebiscycie, Napoleon koronował się 2 grudnia 1804 roku na cesarza Francuzów. Aby dodać więcej splendoru ceremonii, zażądał przybycia papieża do Paryża. W tym czasie był na tyle potężny, że na jego żądanie papież Pius VII musiał przybyć i odprawić mszę koronacyjną w katedrze Notre-Dame w Paryżu.
Następnie Napoleon wyraził zgodę, aby Pius VII namaścił i pobłogosławił go. Natomiast koronę wziął z rąk papieża i sam ją sobie włożył na głowę, co miało oznaczać, że sam sobie zawdzięcza zdobycie najwyższej władzy i koronuje się na cesarza.
Wcześniej koronował Józefinę na cesarzową, redukując takim postępowaniem w kulminacyjnym punkcie uroczystości rolę papieża do roli widza. Z kolei 26 maja 1805 roku w katedrze w Mediolanie koronował się na króla Włoch.
Rządy Napoleona zostały zdominowane przez szereg wojen, jakie Francja prowadziła prawie bez przerwy od 1800 do 1815. Było ich kilkanaście i brały w nich udział, w zmiennych koalicjach, wszystkie państwa europejskie. Fronty wojen rozciągały się od Lizbony po Moskwę i od Anglii oraz Szwecji po Italię. Napoleon walczył w Austrii, Hiszpanii oraz w Niemczech, odnosząc wielkie zwycięstwa pod Marengo, Ulm, Austerlitz, Frydlandem, Somosierrą, Wagram, ponosząc jednak klęski na morzu pod Abu Kirem oraz Trafalgarem; pokonał Prusy w bitwach pod Jeną i Auerstedt oraz Rosję w bitwach pod Frydlandem.
Wobec słabnącego sojuszu z Aleksandrem I i narastającego napięcia międzynarodowego, w 1812 cesarz postanowił wypowiedzieć wojnę Imperium Rosyjskiemu. 24 czerwca 1812 Wielka Armia przekroczyła Niemen i rozpoczęła marsz na wschód. Stoczył tu dwie zwycięskie bitwy – pod Smoleńskiem i Borodino (ponieważ Napoleon miał w tym dniu wysoką gorączkę, przeciw Rosjanom Wielką Armię poprowadził marszałek Ney, za co otrzymał później tytuł „księcia Moskwy”), jednak rosyjski feldmarszałek Michaił Kutuzow kontynuował odwrót, stosując jednocześnie taktykę spalonej ziemi, a Napoleon gnał Wielką Armię dalej na wschód, licząc na rozstrzygające zwycięstwo. Cesarz miał zamiar przeczekać zimę w zbudowanej w większości z drewna Moskwie, ale stało się to niemożliwe w wyniku wielkiego pożaru miasta wywołanego na rozkaz moskiewskiego generał-gubernatora Fiodora Roztopczyna. Plany Napoleona legły w gruzach. Jego ostatnią nadzieją był szybki pokój. Nie doczekał się tego jednak i po niespełna miesiącu koczowania w Moskwie zarządził odwrót. Wycofująca się armia była atakowana przez oddziały regularnej armii rosyjskiej, Kozaków i partyzantów, czemu towarzyszył niesprzyjający klimat – mrozy dziesiątkowały wojsko francuskie, które nie było na nie przygotowane. Armia napoleońska straciła w tej kampanii najlepszy materiał ludzki, w tym znaczną liczbę żołnierzy tzw. „starej gwardii”.
W wyniku podbojów i aneksji Francja do 1812 powiększyła swe terytorium do 750 tys. km², mając 44 mln mieszkańców. Przyłączone zostały do niej:
- Belgia,
- Holandia,
- prowincje niemieckie nad Morzem Północnym,
- Prowincje Iliryjskie na Bałkanach,
- znaczna część terenów włoskich wzdłuż zachodnich wybrzeży Półwyspu Apenińskiego, po Rzym włącznie.

Ponadto w bezpośredniej zależności od Francji znajdowały się:
- królestwa Hiszpanii, Włoch i Neapolu;
- niemiecki Związek Reński;
- szwajcarska Republika Helwecka;
- Księstwo Warszawskie.

Napoleon Bonaparte rozwiódł się z Józefiną, ponieważ nie dała mu potomka. Ożenił się z córką pokonanego cesarza austriackiego Franciszka II – Marią Ludwiką z którą miał syna, zwanego później Napoleonem II. Najstarszym synem Napoleona był Karol de Leon.
Po klęsce Francuzów w kampanii moskiewskiej wojna rozgorzała ponownie w 1813 na terytoriach niemieckich. Napoleonowi udało się sprowadzić z Francji nową 150-tysięczną armię i początkowo odniósł zwycięstwa w bitwach pod Lützen, Dreznem i Budziszynem. Poniósł jednak klęskę w wielkiej Bitwie Narodów pod Lipskiem, rozegranej w dniach 16–19 października 1813. Bitwa pod Lipskiem była największą bitwą w historii wojen napoleońskich. Poległ w niej m.in. Józef Poniatowski, który był jedynym marszałkiem polskiej narodowości. Po zdobyciu Paryża przez Sprzymierzonych 31 marca 1814 rozpoczęła się rosyjska okupacja miasta.

### Abdykacja
Pod wpływem nalegań części swoich marszałków Napoleon abdykował 6 kwietnia, zrzekając się władzy na rzecz syna, powierzając regencję swej żonie Marii Ludwice. Koalicja państw zawiązana przeciwko Napoleonowi zażądała jednak bezwarunkowej kapitulacji i zrzeczenia się tronu. Bonaparte, wobec zdrady marszałka Marmonta, bezwarunkową abdykację podpisał 6 kwietnia 1814 roku, co zostało potwierdzone konwencją z 11 kwietnia (tzw. traktat z Fontainebleau, który wszedł w życie 13 kwietnia). Zesłano go na wyspę Elbę, położoną na Morzu Śródziemnym, 20 km od wybrzeża Włoch.

### Sto dni Napoleona

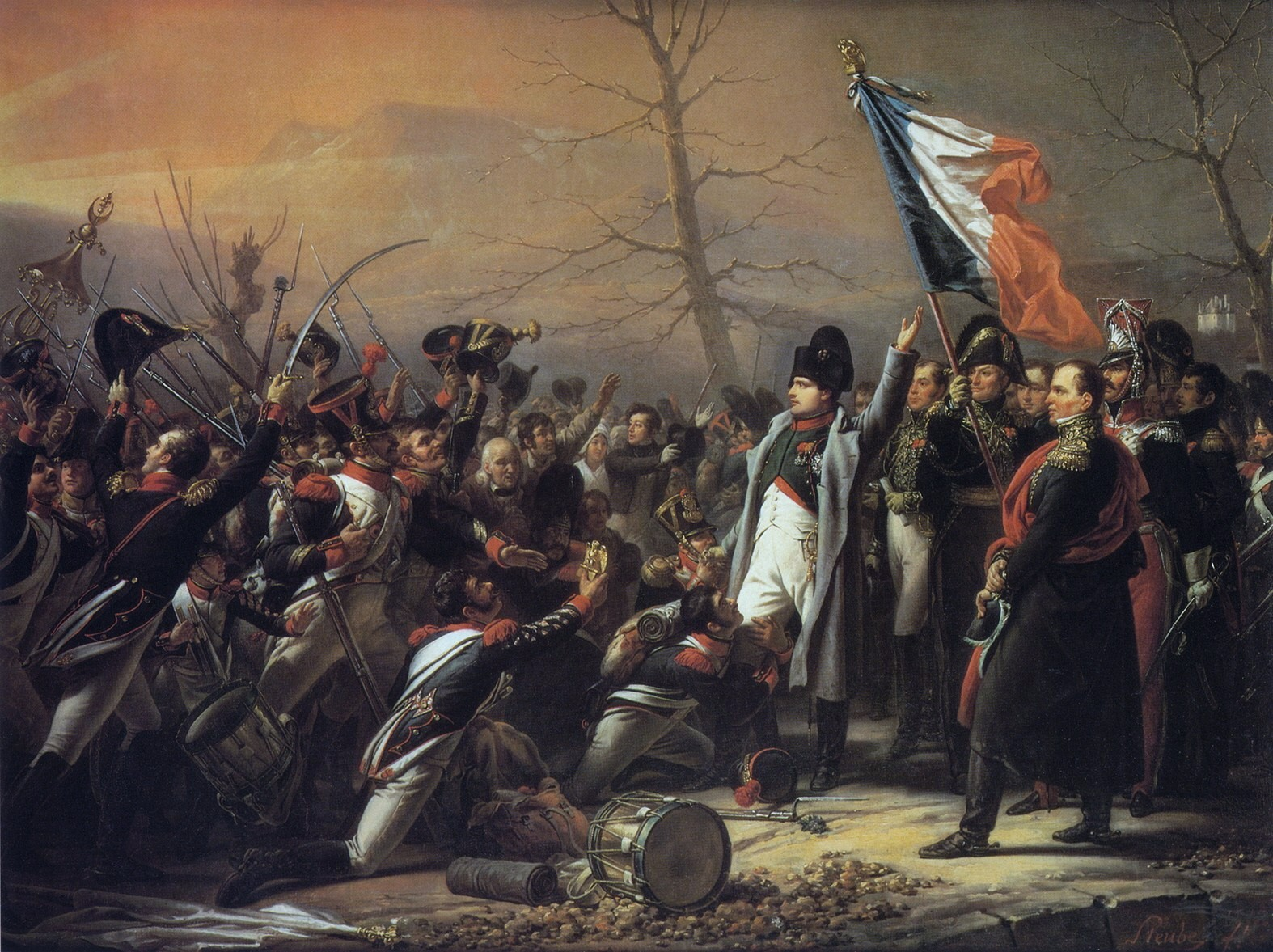
Powrót Napoleona z Elby

Napoleon uciekł z Elby 26 lutego 1815 roku i powrócił do Francji 1 marca 1815 roku. Tak rozpoczęło się słynne 100 dni Napoleona, zakończone ostatecznie jego klęską 18 czerwca 1815 roku w bitwie pod Waterloo na terytorium Belgii.
Wojny napoleońskie zakończyły się na terenie Belgii w 1815 roku kapitulacją Francji i internowaniem obalonego Napoleona na Wyspie Świętej Heleny, na południowym Atlantyku. Klęska armii Napoleona przesądzona została na polach bitewnych, ale przyczynili się do niej również sami Francuzi. Zdrada oficerów i żołnierzy, których Napoleon wyniósł, dając im tytuły i zaszczyty, przesądziła o klęsce. W ostatnim okresie panowania Bonapartego dochodziło do spisków i zdrad, przykładem może być tajna współpraca byłego napoleońskiego ministra dyplomacji, księcia Charles’a Talleyranda, z carem Rosji Aleksandrem I.

### Zesłanie i śmierć

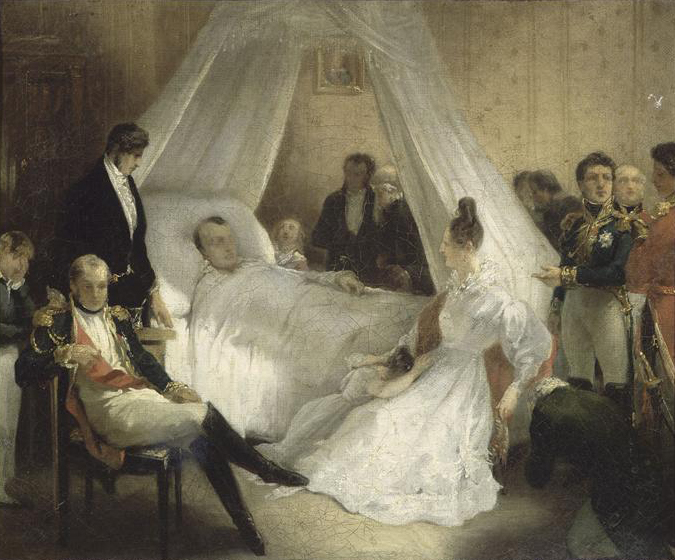
Cesarz na łożu śmierci

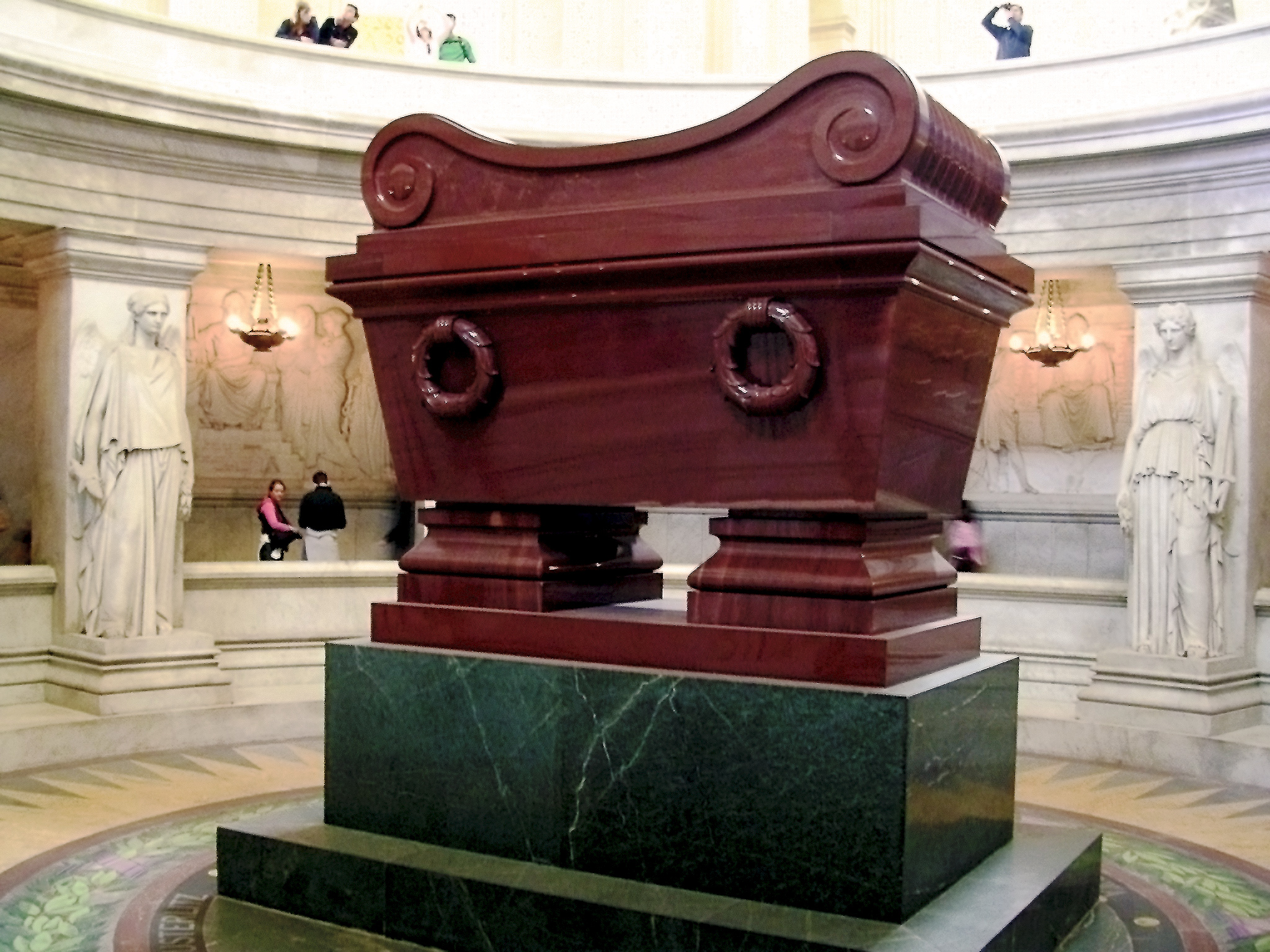
Sarkofag Napoleona w kościele Inwalidów

Na zesłaniu na Wyspie Świętej Heleny Napoleon przebywał sześć lat. Swoje ostatnie chwile na wyspie św. Heleny spędził z niewielką grupą oddanych towarzyszy broni, którzy zostali zobligowani przez gubernatora wyspy Hudsona Lowe do pozostania z byłym cesarzem do samego końca. Uniemożliwiono mu przyjmowanie podarunków mogących wskazywać na jego cesarską godność oraz ograniczono wydatki do minimum. Czas wygnania dzielił między dyktowanie wspomnień oraz samotne spacery brzegiem oceanu.
Zmarł 5 maja 1821 roku o godzinie 17:49, w wieku 51 lat. Przyczyny śmierci Napoleona nie były do końca jasne. Najbardziej powszechne było domniemanie, że cesarz Francuzów został otruty arszenikiem. Badania zakończone w 2007 roku przez międzynarodowy zespół złożony z naukowców ze Stanów Zjednoczonych, Kanady i Szwajcarii wykluczyły jednak tę diagnozę. Ich zdaniem Napoleon cierpiał na zaawansowanego raka żołądka i nawet dzisiejsze nowoczesne metody leczenia nie dałyby mu szans na przeżycie więcej niż roku. Badacze oparli się na wielu źródłach – nie tylko na wynikach sekcji, ale i na opisach sporządzonych przez jego lekarzy oraz relacjach osób, które towarzyszyły mu w ostatnich miesiącach życia na wyspie. Odkryto dwa wielkie wrzody żołądka, z których jeden przebijał się do wątroby i wszystko wskazuje na to, że nowotworowe zmiany zaatakowały inne narządy. Jedną z przyczyn choroby mogło być prawdopodobnie spożywanie dużej ilości żywności konserwowanej solą i mała liczba świeżych warzyw i owoców w diecie cesarza, spędzającego życie na polach bitewnych. W grę mogą wchodzić również czynniki dziedziczne – ojciec Napoleona umarł także na raka żołądka.
Odmienną hipotezę postawił Arne Soerensen, emerytowany lekarz z Danii. W maju 2009 roku opublikował on książkę Nerki Napoleona, w której dowodzi, że francuski wódz miał problemy z układem moczowym już od trzeciego roku życia, zaś jego choroba miała wpływ na decyzje podejmowane w czasie bitew i ostatecznie doprowadziła do jego przedwczesnej śmierci.
W 1840 roku jego zwłoki przewieziono do Paryża i złożono w sarkofagu, w Kościele Inwalidów.

### Życie prywatne
Mimo wielu kontrowersji, Napoleon jest z pewnością postacią inspirującą całe pokolenia artystów i historyków. Jeśli chodzi o jego matkę, Letycję, Bonaparte całe życie był pełen szacunku i pewnego typowo korsykańskiego pietyzmu dla rodzicielki, jednak zupełnie inaczej przedstawiają się jego stosunki z rodzeństwem. Jego starszy brat, Józef, nigdy nie miał szczególnych ambicji do przewodzenia rodziną, dlatego też funkcję tę przejął Napoleon. Zahorski określa Józefa jako „zero”, co wydaje się być tezą nieco przesadzoną, jednak dającą pewne wyobrażenie o Józefie. Sam Napoleon nigdy nie miał skrupułów, by całkowicie opanować życie zarówno Józefa, jak i całej reszty rodzeństwa, traktując ich szorstko i autorytatywnie (wyjątkiem tu może być Paulina Bonaparte, co do której cesarz odnosił się z wielką miłością).
Można by więc sądzić, że Napoleon był władczą i nie znoszącą sprzeciwu osobowością, jednak jednostronna ocena w tym przypadku z całą pewnością jest błędna. Już markiz Armand Caulaincourt wspomina o tym, że Napoleon był „jedynym władcą, którego można było tak otwarcie krytykować”. Wydaje się być jasnym, że Napoleon zdawał sobie sprawę z konieczności korzystania z cudzych rad, mimo swojej autorytatywności. Cesarz był z pewnością również osobą cierpliwą – sam posiadał żelazną wytrzymałość na wszelkie trudy i tego samego wymagał od swojego otoczenia.
Bonaparte nie przywiązywał się do ludzi, jednak można wymienić w jego życiu kilka osób, które bez wątpienia były dlań ważne (Józefina, Napoleon II, Maria Walewska, Lannes, Duroc).
Niewątpliwą cechą charakteryzującą Bonapartego była również jego pracowitość i nieprzeciętna inteligencja oraz wyjątkowo wyostrzony zmysł przestrzenny, który stanowił o jego geniuszu militarnym.

## Odznaczenia
- 1803: Wielki Mistrz Orderu Legii Honorowej (fundator)[34]
- 1805: Wielki Mistrz Orderu Korony Żelaznej (fundator)[34]
- 1809: Wielki Mistrz Orderu Trzech Złotych Run (fundator)[34]
- 1811: Wielki Mistrz Orderu Zjednoczenia (fundator)[34]
- 1805: Order Orła Czarnego (Prusy)[34][35]
- 1805: Order Świętego Huberta (Bawaria)[36]
- 1805: Wstęga Trzech Orderów (Portugalia)[37]:
  - Krzyż Wielki Orderu Chrystusa
  - Krzyż Wielki Orderu św. Benedykta z Avis
  - Krzyż Wielki Orderu św. Jakuba od Miecza
- 1804: Order Złotego Runa (Hiszpania)[38]
- 1806: Krzyż Wielki Orderu Unii (Holandia)[34]
- 1806: Krzyż Wielki Orderu Orła Złotego (Wirtembergia)[39]
- 1807: Krzyż Wielki Orderu św. Józefa (Würzburg)[34]
- 1807: Order św. Andrzeja Apostoła (Rosja)[34][40]
- 1807: Order św. Aleksandra Newskiego (Rosja)[41]
- 1807: Order Domowy Korony Rucianej (Saksonia)
- 1807: Krzyż Wielki Orderu Ludwika (Hesja)
- 1808: Krzyż Wielki Orderu Obojga Sycylii (Sycylia)
- 1808: Krzyż Wielki Orderu Hiszpanii (Hiszpania)
- 1808: Order Królewski Słonia (Dania)[34][42]
- 1808: Order Lwa i Słońca I kl. (Persja)[43]
- 1809: Order Domowy Wierności (Badenia)[44]
- 1809: Krzyż Wielki Orderu Korony (Westfalia)[34]
- 1810: Krzyż Wielki Orderu św. Stefana (Węgry)[34][45]
- 1810: Krzyż Wielki Orderu Leopolda (Austria)[34][45]
- 1810: Order Królewski Serafinów (Szwecja)[34][46]

## Twórczość
- List do Mattea Buttafuoca (wyd. 1791, pierwsze wznowienie 1821, ponowne wydanie 1908)
- Kolacja w Beaucaire(inne języki) (wyd. dwukrotnie w 1793, wznowienie w 1821, ponowne wydanie 1908)
- Clisson i Eugenia (tłum. polskie Jacek Kowalski)
- Hrabia Essex (wyd. w 1908)
- Maska proroka (wyd. w 1908)
- Projekt konstytucji stowarzyszenia Calotte
- O miłości sławy i miłości ojczyzny
- O Korsyce (wyd. 1908)
- Dialog o miłości (wyd. 1908)
- Miłość do Polski (wyd. 1908)
- Kampania w Egipcie i Syrii
- Traktat dla Akademii Liońskiej
- Obalenie „Obrony chrześcijaństwa” Rustana
- Monarchia czy republika (niedokończone, wyd. 1908)
- Kampania włoska

## Oceny działalności

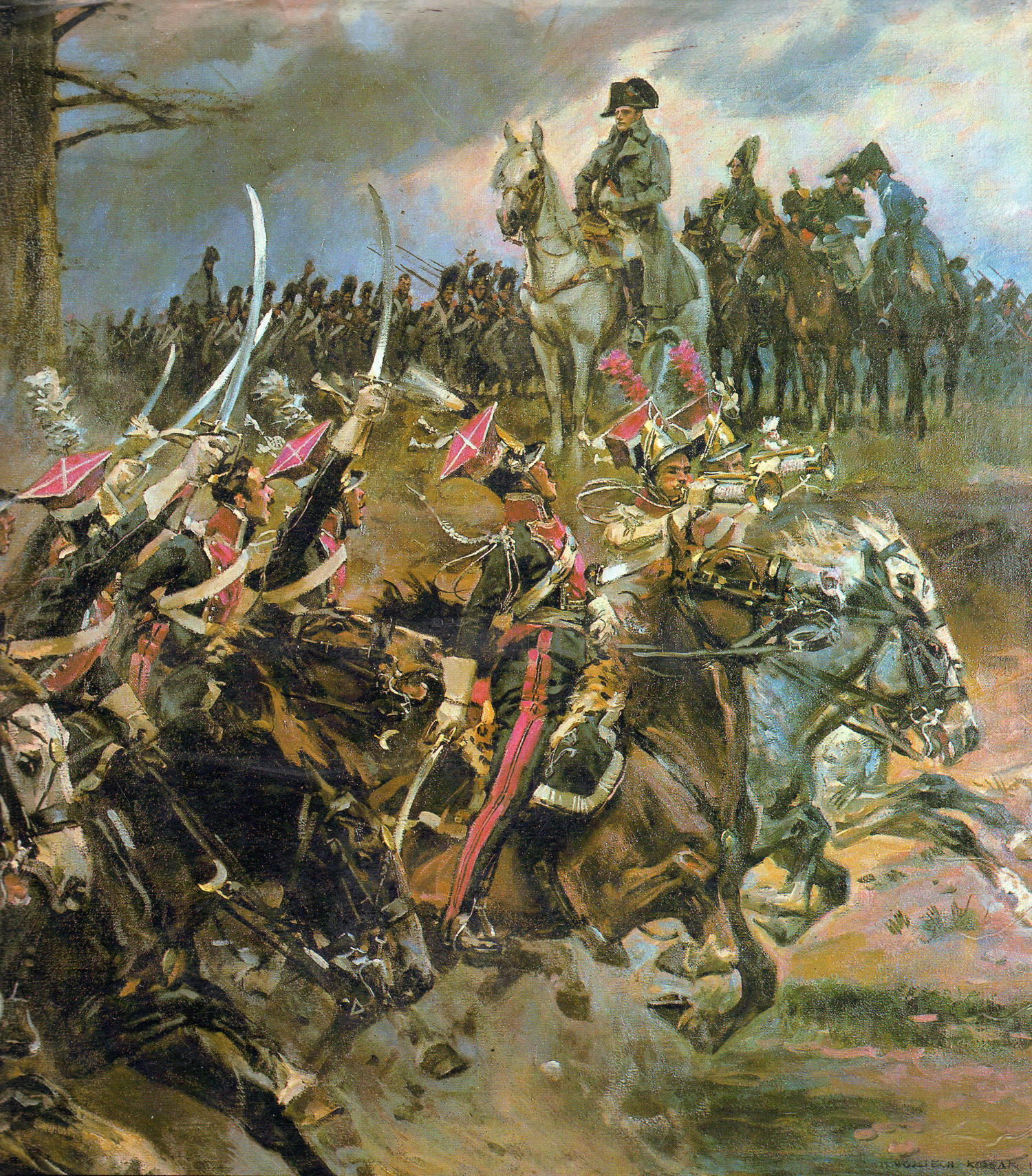
Wojciech Kossak, Niech żyje cesarz!

Napoleon Bonaparte należy do pocztu najbardziej kontrowersyjnych postaci historycznych. Jest uważany z jednej strony za jednego z najwybitniejszych mężów stanu, wodzów, strategów, reformatorów ustroju państwowego i systemu prawa (Kodeks Napoleona, Code pénal), a z drugiej strony – za tyrana i agresora.
W polskiej tradycji niepodległościowej XIX wieku, z uwagi na wiązanie z osobą Napoleona w okresie pierwszych dwóch dekad XIX wieku ogromnych nadziei społeczeństwa polskiego na odzyskanie niepodległości (zobacz: Księstwo Warszawskie), szacunek dla osoby Napoleona był przejawem patriotyzmu, miłości do ojczyzny i wyrazem poczucia tożsamości narodowej (zobacz: bonapartyzm).

## Upamiętnienie
W Warszawie na placu Powstańców Warszawy znajduje się pomnik Napoleona. W Szczecinie znajduje się Wzgórze Napoleona.
W Polsce jego imieniem nazwano ulice w:
- Warszawie (dzielnica Wawer),
- Olsztynie koło Częstochowy,
- Miedznej,
- Kobyłce,
- Starym Dybowie pod Radzyminem.